# Amostra grátis

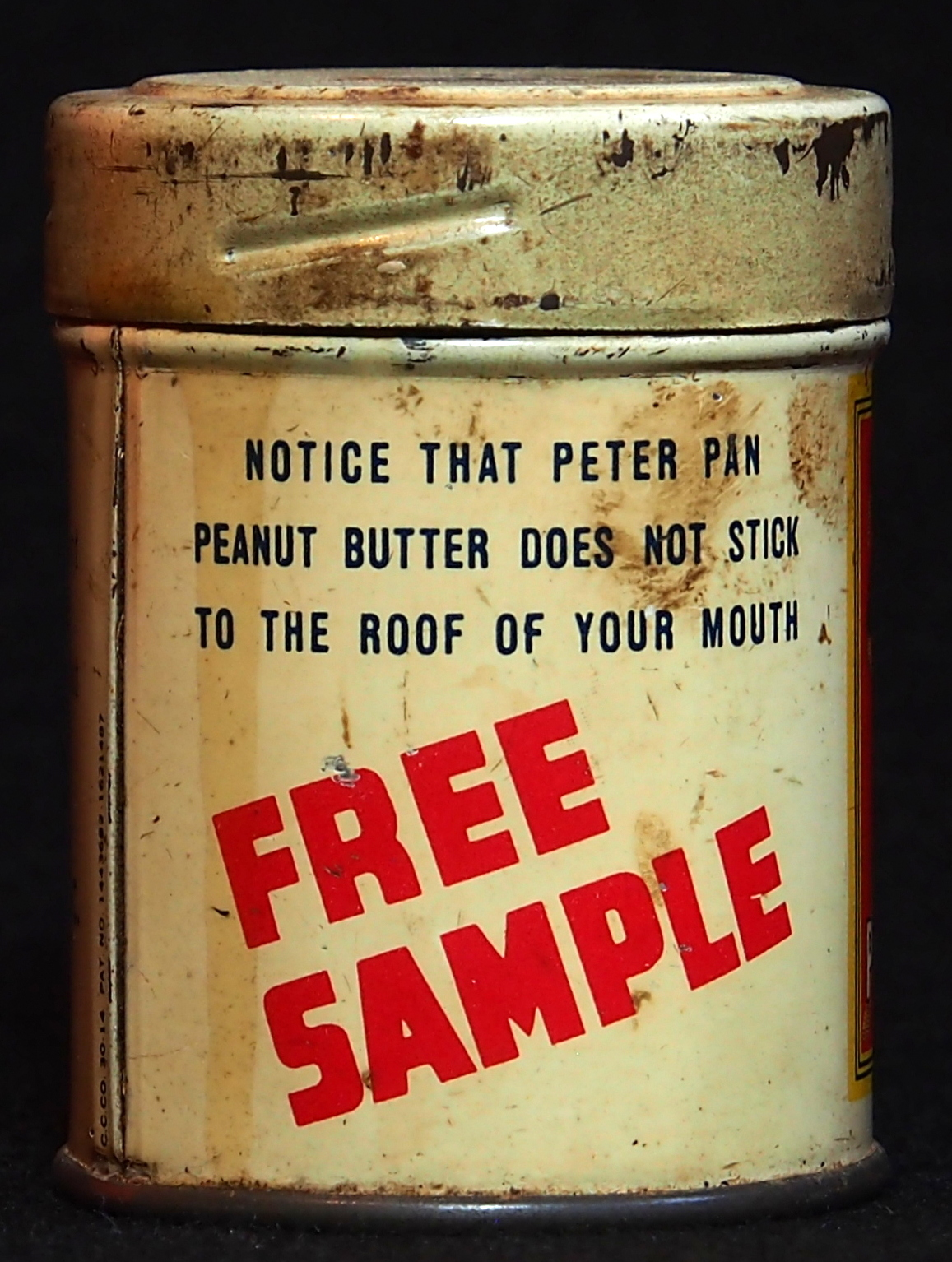
Amostra grátis de uma manteiga de amendoim da Marca Peter Pan

Uma amostra grátis é uma amostra de um produto de consumo que é dada ao consumidor gratuitamente para que ele possa experimentar um produto antes de se comprometer com a compra.

## Definição
Uma amostra grátis ou "brinde" é uma porção de alimento ou outro produto (por exemplo, produtos de beleza) dada aos consumidores em shoppings, supermercados, lojas ou por outros canais (como via Internet). Às vezes, amostras de itens não perecíveis são incluídas em correspondências de marketing directo. O objectivo de uma amostra grátis é familiarizar o consumidor com um novo produto, e é semelhante ao conceito de um test drive, no sentido de que o cliente pode experimentar um produto antes de comprá-lo.
Embora seja um método caro de direccionar os clientes, as conversões em vendas podem chegar a 90%, tornando-se uma das principais estratégias de marketing para determinados mercados. Com uma amostragem eficaz, os profissionais de marketing podem criar fidelidade à marca e auxiliar no lançamento de um produto por meio do boca a boca.
Muitas empresas de produtos de consumo agora oferecem amostras grátis através dos seus sites, para encorajar os consumidores a usar os produtos regularmente e também para reunir dados para listas de contactos de clientes potencialmente interessados. Lascas de tinta são amostras de cores de tinta que às vezes são oferecidas como amostras grátis.